# Lisboa (Bogotá)
Lisboa es un barrio de Bogotá, la capital de Colombia. Situado en la localidad de Suba, aledaño a los barrios, La Toscana, Santa Cecilia, Villa Cindy, Santa Rita, San Pedro y El Cortijo de la localidad de Engativá al suroriente limita con el río Arzobispo y el Humedal Juan Amarillo y al suroccidente hay un corredor que conecta este barrio con el Puente de Guadua de la Calle 80.

## Historia
El barrio Lisboa fue fundado en el año 1988 y su Junta de Acción Comunal tiene personería jurídica 4201 de septiembre de 1989. Sus primeros habitantes fueron Luís Romero, Gustavo Gallo y Ernesto Santos. Los terrenos en los que el barrio se organizó, correspondían a la Hacienda Portugal, cuyo propietario sugirió a los compradores que mantuvieran algún vínculo con el nombre del lugar, de forma que
se fortaleciera desde el inicio un sentido de identidad; por esa razón decidieron llamar al barrio Lisboa. 

## Población
Según los registros del DANE del 2019, la población del barrio Lisboa se incrementó, en la última década de un 50% pasando de 12.322 a 27.750 habitantes, este incremento se dio a gran parte por la zona franca de Siberia en donde la industria ha atraído mano de obra de diferentes partes del país desde las costas atlántica y pacífica y con la creciente venida de mano extranjera la población ha aumentado, a este factor se le suma la gran cantidad de comercio, de tiendas que hay para suplir la alimentación de esta gente.    

## Inseguridad
Este barrio ha sido azotado por el consumo de estupefacientes en la zona, y la inseguridad del corredor que conecta con la Calle 80 cerca al Puente de Guadua.

## Transporte
Hay acceso al Sistema Integrado de Transporte 
Público en este barrio 
- 11-9 Lisboa (Alimentador) Sale desde el Portal Suba a Lisboa y retorna de nuevo hasta el Portal de Suba.
- A117C117 Chapinero-Villa Cindy (ruta): Sale de Villa Cindy, recorre la Avenida Suba,  la Calle 127 cerca a la Autopista Norte, Usaquén hasta la localidad de Chapinero.

- B917C917 Terminal Norte-Santa Cecilia (ruta): Va hasta la Terminal del Norte ubicada en la Autopista Norte con Calle 191 de la Localidad de Usaquén  y retoma servicio en el barrio Villa Cindy.
- K315C315 Puente Grande-Suba Lisboa (ruta): Sale desde el barrio Villa Cindy hasta el Aeropuerto El Dorado de la Localidad de Fontibón y retoma su trayecto hasta Villa Cindy.
- F154C154 Puente Aranda-Suba Nogales (ruta): Sale desde el barrio La Gaitana hasta el C.C. Plaza Central de la Calle 13.
- A153C153 Centro-Suba Gaitana (ruta): Sale desde el barrio La Gaitana hasta El Centro de Bogotá cerca a la estación de las Nieves.
- K102C102 Salitre- El Greco-Suba Fontanar (ruta): Sale específicamente entre desde el barrio Fontanar del Río en el sector de Bilbao hasta El Salitre.
- T13 San Blas-Villa Cindy (ruta): Sale del barrio Villa Cindy, recorre la Avenida Suba toma la Calle 129 Las Villas, se desvía al norte a la calle 134 junto con las rutas B145 San Cristóbal Norte procedente de la Calle 129 av las Villas y el barrio Prado Veraniego se desvía a la calle 134, la T13 comparte trayecto con la ruta B138 Créditos que va hasta Usaquén junto con la B145 y la T13 va hasta la localidad de San Cristóbal

- T21 (ruta): Sale específicamente cerca entre la Corpas y el C.C. Plaza Imperial, toma el corredor la calle 80 con Boyacá, se desvía a la Calle 116 al sector de Pepe Sierra en Usaquén y va directo hasta el Cantón Norte.

### Límites
| Noroeste: Santa Rita | Norte: San Pedro                  | Nordeste: Toscana  |
| Oeste: Santa Cecilia |                                   | Este: Toscana      |
| Suroeste: El Cortijo | Sur: El Cortijo Humedal Tibabuyes | Sureste: Tibabuyes |

- Datos: Q85873226